# Røverhøvdingens Flugt og Død
Røverhøvdingens Flugt og Død (o Røverhøvdingen) è un cortometraggio muto del 1906 diretto da Viggo Larsen.

## Produzione
Il film fu prodotto dalla Nordisk Film.

## Distribuzione
Uscì nelle sale cinematografiche danesi il 16 novembre 1906.